# Ken Norman
Pour les articles homonymes, voir Norman.
Kenneth Darnel Norman, né le 5 septembre 1964 à Chicago dans l'Illinois, est un joueur américain de basket-ball. Il évolue au poste d'ailier et mesure 2,03 m.